# Zsolt Bálint
Zsolt Bálint (* 26. Oktober 1989 in Miercurea Ciuc) ist ein ehemaliger rumänischer Eishockeyspieler, der zuletzt bis 2015 beim ASC Corona 2010 Brașov in der rumänischen Eishockeyliga und der MOL Liga unter Vertrag stand.

## Karriere

### Club
Zsolt Bálint, der der ungarischsprachigen Minderheit der Szekler in Rumänien angehört, begann seine Karriere als Eishockeyspieler beim HC Csíkszereda, für den er bereits als 16-Jähriger in der rumänischen Eishockeyliga debütierte. 2009 gewann er mit seiner Mannschaft die erste Austragung der multinationalen MOL Liga. Trotz dieses Erfolges musste der Klub aus finanziellen Gründen anschließend den Spielbetrieb einstellen und Bálint wechselte zum ASC Corona 2010 Brașov, für den er ebenfalls in der rumänischen Liga und der MOL Liga auf dem Eis stand. Mit den Kronstädtern wurde er 2014 rumänischer Landesmeister und gewann 2013 und 2015 den nationalen Pokalwettbewerb. 2015 beendete er seine Karriere.

### International
Bálint spielt international im Gegensatz zu anderen Szeklern, die für Ungarn antreten, für sein Geburtsland Rumänien. Bereits im Juniorenbereich war er bei Weltmeisterschaften aktiv: Er spielte bei den U18-Weltmeisterschaften 2006 in der Division III und 2007 in der Division II sowie bei den U20-Weltmeisterschaften der Division II 2007, 2008 und 2009.
Mit der Herren-Nationalmannschaft nahm er lediglich an der Weltmeisterschaft 2011, als der Aufstieg in die Division I gelang, in der Division II teil.

## Erfolge
- 2006 Aufstieg in die Division II bei der U18-Weltmeisterschaft der Division III
- 2009 Sieger der MOL Liga mit dem HC Csíkszereda
- 2011 Aufstieg in die Division I der Eishockeyweltmeisterschaften bei der WM der Division II, Gruppe B
- 2013 Rumänischer Pokalsieger mit dem ASC Corona 2010 Brașov
- 2014 Rumänischer Meister mit dem ASC Corona 2010 Brașov
- 2015 Rumänischer Pokalsieger mit dem ASC Corona 2010 Brașov

## MOL-Liga-Statistik
(Stand: Ende der Saison 2014/15)